# Trupanea tianmushana
Trupanea tianmushana är en tvåvingeart som beskrevs av Wang 1996. Trupanea tianmushana ingår i släktet Trupanea och familjen borrflugor. Inga underarter finns listade i Catalogue of Life.